# Districte de Warangal
El districte de Warangal (telugu: వరంగల్ జిల్లా; inicialment districte de Khammamett) és una divisió administrativa de l'estat d'Andhra Pradesh amb capital a Warangal. Té una superfície de 12.846 km² i una població al cens del 2001 de 3.246.004 habitants.

## Administració

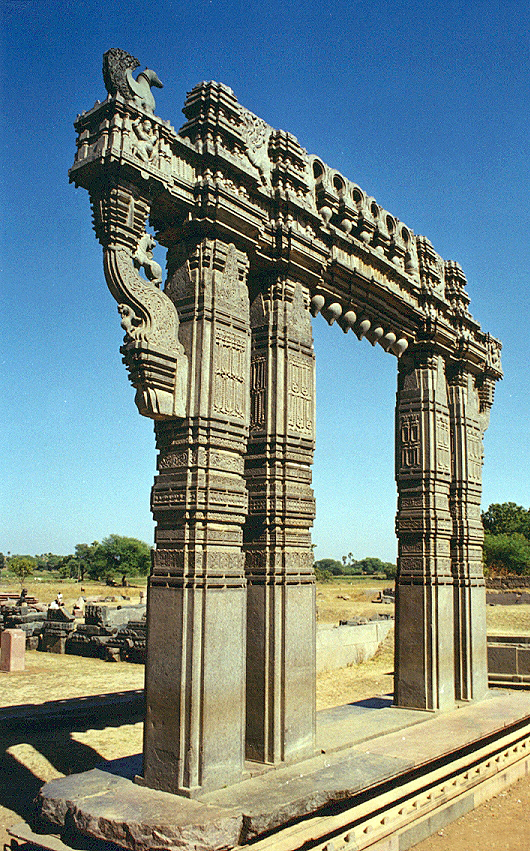
Kirti toranes de la dinastia kakatiya

Està constituït per 51 mandals:
| 1. Cheriyal 2. Maddur 3. Narmetta 4. Bachannapet 5. Jangaon 6. Lingala Ghanpur 7. Raghunatha Palli 8. Ghanpur (Station) 9. Dharmasagar 10. Hasanparthy 11. Hanamkonda 12. Wardhannapet 13. Zaffergadh 14. Palakurthi 15. Devaruppula 16. Kodakandla 17. Raiparthy | 18. Thorrur 19. Nellikudur 20. Narsimhulapet 21. Maripeda 22. Dornakal 23. Kuravi 24. Mahabubabad 25. Kesamudram 26. Nekkonda 27. Gudur 28. Kothagudem 29. Khanapur 30. Narsampet 31. Chennaraopet 32. Parvathagiri 33. Sangam 34. Nallabelly | 35. Duggondi 36. Geesugonda 37. Atmakur 38. Shayampet 39. Parkal 40. Regonda 41. Mogullapalle 42. Chityal 43. Bhupalpalle 44. Ghanapur 45. Mulug 46. Venkatapur 47. Govindaraopet 48. Tadvai 49. Eturnagaram 50. Mangapet 50. Chityal 51. Warangal |

## Història
El districte formà part del domini dels andhres o satavahanes que va dominar el Dècan. A la meitat del segle xii va quedar integrat als dominis dels kakatiyes o ganpatis de Warangal. Proda Raja hauria conquerit al rei chalukya Taila III; el seu fill Rudra I va estendre els seus dominis; Raja Ganpati reivindicava haver derrotat al rei de Kalinga i haver tingut entre els seus vassalls a reis del sud de Gujarat i de Bengala arribant els seus dominis fins al districte de Nellore. Raja Ganpati fou succeït per la seva dona o filla Rudrama Devi, vers 1257, que Marco Polo esmenta com a governanta del país, segurament regent. El 1303 els musulmans van envair el territori però es van retirar; el 1310 van retornar manats per Malik Kafur, general del sultà de Delhi, i el raja Rudra Deva II es va sotmetre. El 1321 Ulugh Khan, després sultà Muhammad ibn Tughluk, fou nomenat governadors del Dècan i va intentar conquerir Warangal; el primer atac no va tenir èxit però quan va rebre reforços va fer la conquesta i va enviar a Rudra Deva presoner a Delhi. El raja kakatya s'havia retirar a Kondavid. A la segona meitat del segle xiv el sultà bahmànida Ala al-Din Hasan Bahman Shah (1347-1358) va aconseguir tribut del raja de Warangal (el mateix tribut que abans pagava a Delhi); el 1422 Warangal fou conquerida pels bahmànides, i la família kakatya desapareix de la història. Al final del segle xv amb el fraccionament del sultanat bahmànida va quedar en mans del kutubshàhides de Golconda. Aquest sultanat fou conquerit pels mogols el 1667. El 1724 va passar al governador el nizam al-mulk que va fundar el principat d'Hyderabad en mans del qual va restar fins a la conquesta militar índia del 1948. Des de 1866 fou un districte regular del principat d'Hyderabad, i donava nom també a una divisió formada per diversos districtes; la superfície del districte era de 25.198 km². Els rius principals eren el Godavari i el Kistna; altres rius menors eren el Muner, el Paler, el Kinarsani, i el Wira, a part d'alguns rierols menors destacant el Pakhal, Kalter i Laknavaram.
El nombre de ciutats i pobles al districte incloent jagirs era de 1.491. La població era:
- 1881: 675.746
- 1891: 853.129
- 1901: 952.646

Ciutats principals eren Yellandlapad, Hanamkonda (capital del districte) i Hasanparti. Administrativament estava formada per 10 talukes i diversos jagirs; les talukes eren:
- Mahbubabad
- Pakhal
- Yellandlapad
- Paloncha
- Khammamett
- Madhra
- Cherial
- Vardannapet
- Parkal
- Warangal

El 1905 Vardannapet fou repartida entre Warangal i Chirial; Parkal fou transferida al districte de Karimnagar i Chirial i la subtaluka de Kodar foren transferides al districte de Nalgonda. La talukha de Pakhal es va partir en dues: al sud Parkhal i al nord Tarvai. Madhra va canviar el seu nom a Kallur, agafat de la seva capital. Després de la reorganització van quedar 3 subdivisions i 8 talukes:
- Primera Subdivisió
  - Mahbubabad
  - Tarvai
  - Paloncha
- Segona subdivisió
  - Khammamett
  - Kallur
  - Yellandlapad
- Tercera subdivisió
  - Pakhal
  - Warangal

La superfície del districte va quedar reduïda a 21.510 km² i la població a 745.757 habitants. Les castes principals eren els kapus, dhangars, madigues, bramans, males, gaundles, koyes, sales, komatis, chakales. La taluka de Warangal tenia una superfície de 2.002 km² i la població el 1901 era de 142.751 habitants. La capital era Hanamkonda (10.487 habitants) que ho era també de la divisió i del districte; Hasanparti amb 5.378 habitants, també estava a la taluka on hi havia tanmateix 161 pobles. Els seus límits foren alterats el 1905 quan va rebre territoris de Vardannapet i en va cedir altres.

## Arqueologia
- Temple amb mil pilars a Hanamkonda, construït el 1162
- Tres pilars amb inscripcions en antic telugu i en sànscrit
- Figures jainistes tallades a la roca prop de Hanmantgiri
- Fortalesa de Warancai del segle xiii.
- Temple Ramappa
- Fortalesa de Khammamett construïda vers el 1000 i conquerida per Golconda el 1516
- Fortalesa de Zafargarh, antiga Valabgonda.